# تادئوش والسک
تادئوش والسک (انگلیسی: Tadeusz Walasek; ۱۵ ژوئیهٔ ۱۹۳۶ – ۴ نوامبر ۲۰۱۱) بوکسور اهل لهستان بود.